# Río Camisea
Der Río Camisea ist ein etwa 142 km langer rechter Nebenfluss des Río Urubamba im Osten von Peru in der Region Cusco.

## Flusslauf
Der Río Camisea entspringt im Südosten des Distrikts Megantoni in der Provinz La Convención auf einer Höhe von ungefähr 1100 m. Das Quellgebiet liegt in den vorandinen Höhenkämmen der peruanischen Ostkordillere an der Wasserscheide zum weiter östlich verlaufenden Río Manú. Der Río Camisea fließt anfangs in Richtung Westnordwest, wendet sich aber bald nach Norden und durchschneidet bei Flusskilometer 126 einen in Ost-West-Richtung streichenden Höhenkamm. Ab Flusskilometer 116 fließt der Río Camisea nach Westen. Bei Flusskilometer 47 trifft der Río Cashiriari, der bedeutendste Nebenfluss, von Süden kommend, auf den Río Camisea. Auf den letzten 28 Kilometern wendet sich der Fluss nach Norden, getrennt von einem Höhenrücken vom weiter westlich fließenden Río Urubamba. Schließlich wendet er sich auf den letzten 5 Kilometern nach Westen und mündet beim Distriktverwaltungszentrum Camisea in den Río Urubamba. Die Mündung liegt auf einer Höhe von etwa 350 m.

## Einzugsgebiet
Der Río Camisea entwässert ein Areal von etwa 1750 km². Dieses liegt im südlichen Osten des Distrikts Megantoni. Das Gebiet liegt in den Voranden und ist mit tropischem Regenwald bedeckt. Das Einzugsgebiet wird im Norden und im Süden von in Ost-West-Richtung verlaufenden Höhenkämmen begrenzt. Ein mittig verlaufender Höhenkamm wird sowohl vom Oberlauf des Río Camisea als auch vom Río Cashiriari durchschnitten. Das Einzugsgebiet des Río Camisea oberhalb von Flusskilometer 63 liegt in der Reserva Territorial Kugapakori, Nahua, Nanti y otros, einem Schutzgebiet für die dort isoliert lebende indigene Bevölkerung. Das Einzugsgebiet des Río Camisea grenzt im Norden an die Einzugsgebiete von Río Paquiria und Río Mishahua, im Osten an das des Río Manú, im Süden an das des Río Timpía sowie im Westen an das des oberstrom gelegenen Río Urubamba.